# Ruisseau de la Ferme
Le ruisseau de la Ferme (en anglais : farm Brook) est un cours d'eau au Cap-Breton, au Canada.

## Géographie
Il mesure environ 12 kilomètres de long. Il prend sa source dans la montagne des Écureuils, un sommet du plateau du Cap-Breton, à 430 mètres d'altitude, à 13 kilomètres au sud-est de Chéticamp. Le ruisseau suit ensuite un cours orienté vers l'ouest avant de se jeter dans l'étang de Pointe-à-la-Croix, qui à son tour se déverse dans le golfe du Saint-Laurent, dans le quartier de Pointe-à-la-Croix à Chéticamp. Il y a une chute d'eau environ à mi-parcours. La vallée est très accidentée, sauf près de l'embouchure.